# Zielona rewolucja

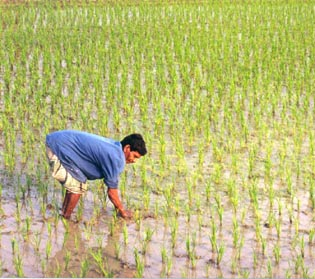
Zielona rewolucja zmieniła agrokulturę

Zielona rewolucja – określenie programów rozwoju rolnictwa prowadzonych w latach 60. XX w. przez agencję ONZ – Organizacja do spraw Wyżywienia i Rolnictwa (FAO). Ich celem było zlikwidowanie zjawiska głodu na Ziemi poprzez zwiększenie produktywności rolnictwa (zwłaszcza w krajach tropikalnych i subtropikalnych) dzięki zastosowaniu wydajniejszych odmian roślin uprawnych i rozwojowi agrotechniki.
Ważnym czynnikiem było wyhodowanie nowych odmian pszenicy, ryżu (np. IR-8) i kukurydzy, charakteryzujących się dużą plennością i odpornością na choroby.
Mimo znacznej poprawy sytuacji żywnościowej w wielu krajach, m.in. Indiach, Pakistanie, państwach Ameryki Południowej i Afryki, zielona rewolucja miała również swoje negatywne następstwa: ekologiczne – niekorzystne przekształcenia środowiska przyrodniczego w wyniku wprowadzania monokultur rolnych, przeprowadzania nieprzemyślanych melioracji czy nadmiernego zużycia wody w celu nawadniania, nadużywania nawozów sztucznych i pestycydów; społeczne: np. nagły wzrost zróżnicowania dochodów (biedni jeszcze bardziej zubożali), zaś brak doświadczenia rolników i odpowiednich urządzeń do magazynowania spowodowały straty cennych nadwyżek żywności.
Idea zielonej rewolucji krytykowana była również z pozycji marksistowskich – uważano, że prawdziwym jej celem jest wprowadzanie i utrwalanie systemu kapitalistycznego, m.in. poprzez zaniechanie reform rolnych i zachowywanie dotychczasowej struktury własności obszarów rolnych.